# Tenthredo arctica
Tenthredo arctica är en stekelart som först beskrevs av Thomson 1870.  Tenthredo arctica ingår i släktet Tenthredo, och familjen bladsteklar. Arten är reproducerande i Sverige.